# Calystegia macounii
Calystegia macounii är en vindeväxtart som först beskrevs av Edward Lee Greene, och fick sitt nu gällande namn av Richard Kenneth Brummitt. Calystegia macounii ingår i släktet snårvindor, och familjen vindeväxter. Inga underarter finns listade i Catalogue of Life.